# Crisis de la cadena de suministro global de 2021-2023

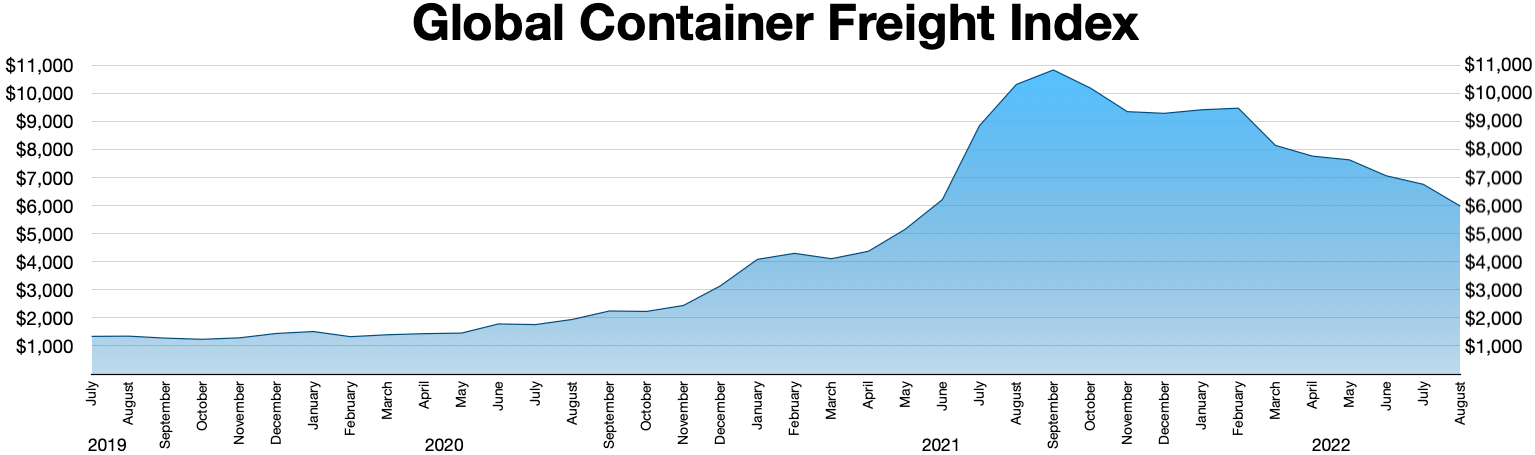
Índice Global de Transporte de Contenedores
Julio 2019 - Agosto 2022

La crisis de la cadena de suministro global inició en 2021 con la ralentización de las cadenas de suministros, causando en todo el mundo escasez y afectando a los patrones de consumidor.
Desde comienzos de 2020, la pandemia de COVID-19 retrasó la cadena de suministro global, pues fabricantes suspendieron el trabajo hasta que fueran promulgadas las precauciones de seguridad necesarias. A pesar de las previsiones de negocios para el año siguiente, el comercio global ha continuado en una capacidad reducida y  no se recuperó en su totalidad. Nuevos problemas en 2021, incluyendo la variante delta y el reducido acceso a la vacuna del COVID-19 en países en desarrollo, exacerbó la recuperación de producción global más allá, incluso en los países más ricos, como los Estados Unidos y Europa, que reanudaron sus patrones de consumo.
Vietnam, por ejemplo, es un importante proveedor de indumentaria estadounidense. El país trabajó durante el primer año de la pandemia con un estricto procedimiento de bloqueo, pero la variante delta cerró a los fabricantes, especialmente porque los trabajadores permanecieron en gran parte sin vacunar. Para sostener la producción, el gobierno vietnamita ha exigido que las regiones con mayor riesgo vivan en su lugar de trabajo. Además, la mitad de la población de marineros proviene de países en desarrollo que no están vacunados.

## Transporte

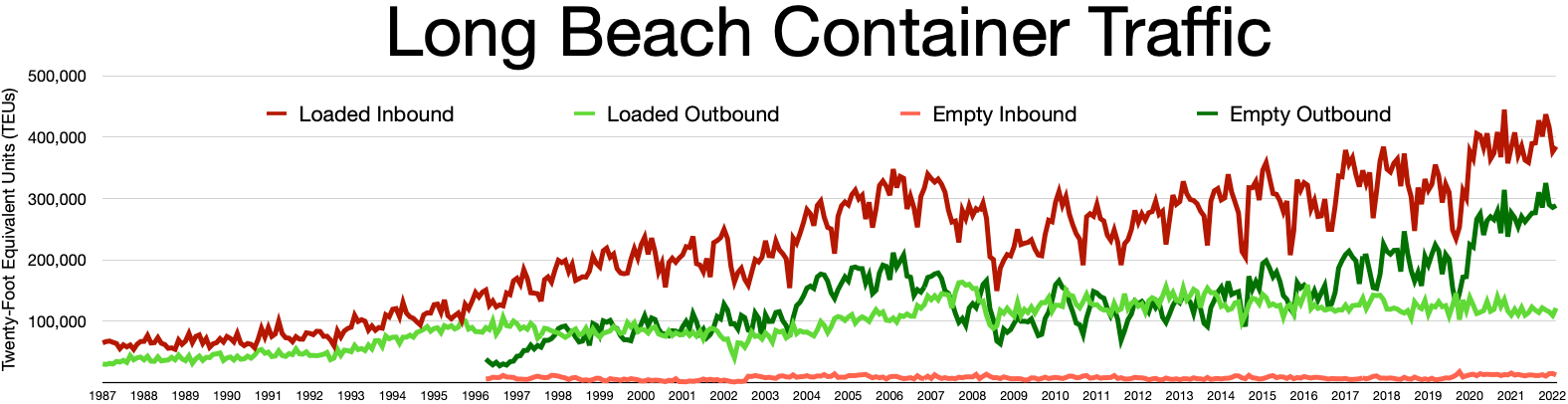
Tráfico del puerto de Long Beach
Importaciones cargadas
Exportaciones vacías
Exportaciones cargadas
Importaciones vacías

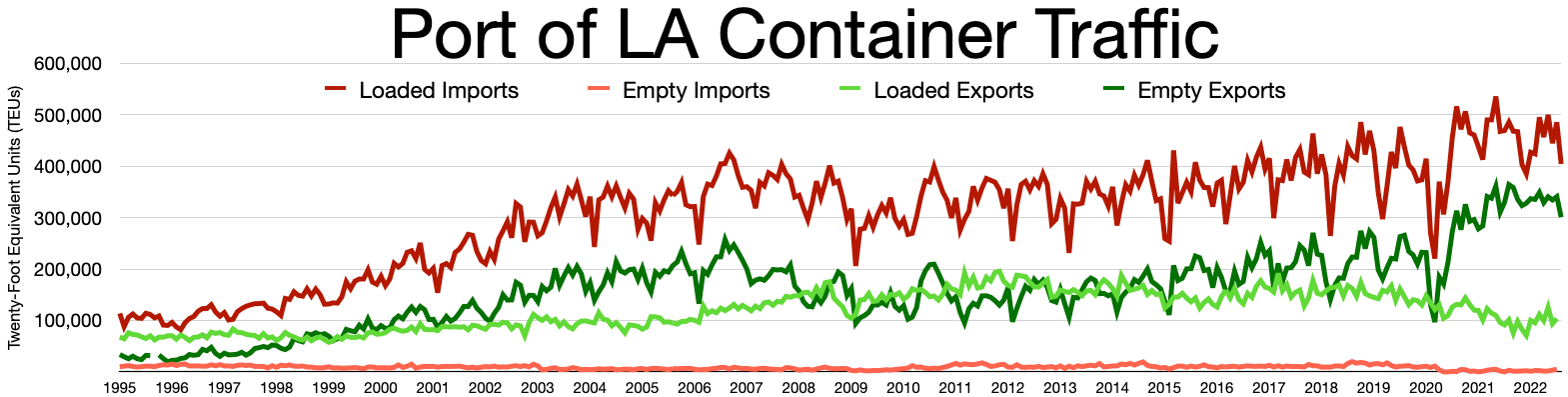
Tráfico del puerto de Los Ángeles
Importaciones cargadas
Exportaciones vacías
Exportaciones cargadas
Importaciones vacías

A mediados de 2021, los principales puertos estadounidenses se inundaron con cantidades históricas de carga entrante. El personal de la terminal carecía del ancho de banda para procesar la carga, lo que generaba tiempos de espera prolongados. Los portacontenedores comenzaron a pararse fuera de los puertos durante días o semanas.
Este aumento se extendió tierra adentro a medida que los servicios ferroviarios y de camiones luchaban por el aumento de la carga junto con la escasez de mano de obra. La industria de camiones estadounidense ya tenía pocos conductores antes de la pandemia, con una alta rotación y una compensación deficiente. Aunque existen suficientes contenedores de envío para manejar las necesidades globales, dada la cantidad retenida en tránsito o la parte incorrecta de la cadena de suministro, los contenedores entraron en escasez.

## Efectos
Los grandes minoristas estadounidenses fletaron portacontenedores en preparación para la temporada navideña.Se anima a las empresas de transporte de contenedores a desarrollar e innovar procesos impulsados por la tecnología en el transporte marítimo para lograr un envío sin influencia externa.
El 17 de octubre de 2021, el secretario de Transporte de Estados Unidos, Pete Buttigieg, predijo que la crisis "ciertamente" se extendería hasta 2022. En noviembre, el ministro de Comercio chino aconsejó a los ciudadanos que almacenaran alimentos para el invierno.